# Weinregion Lothringen

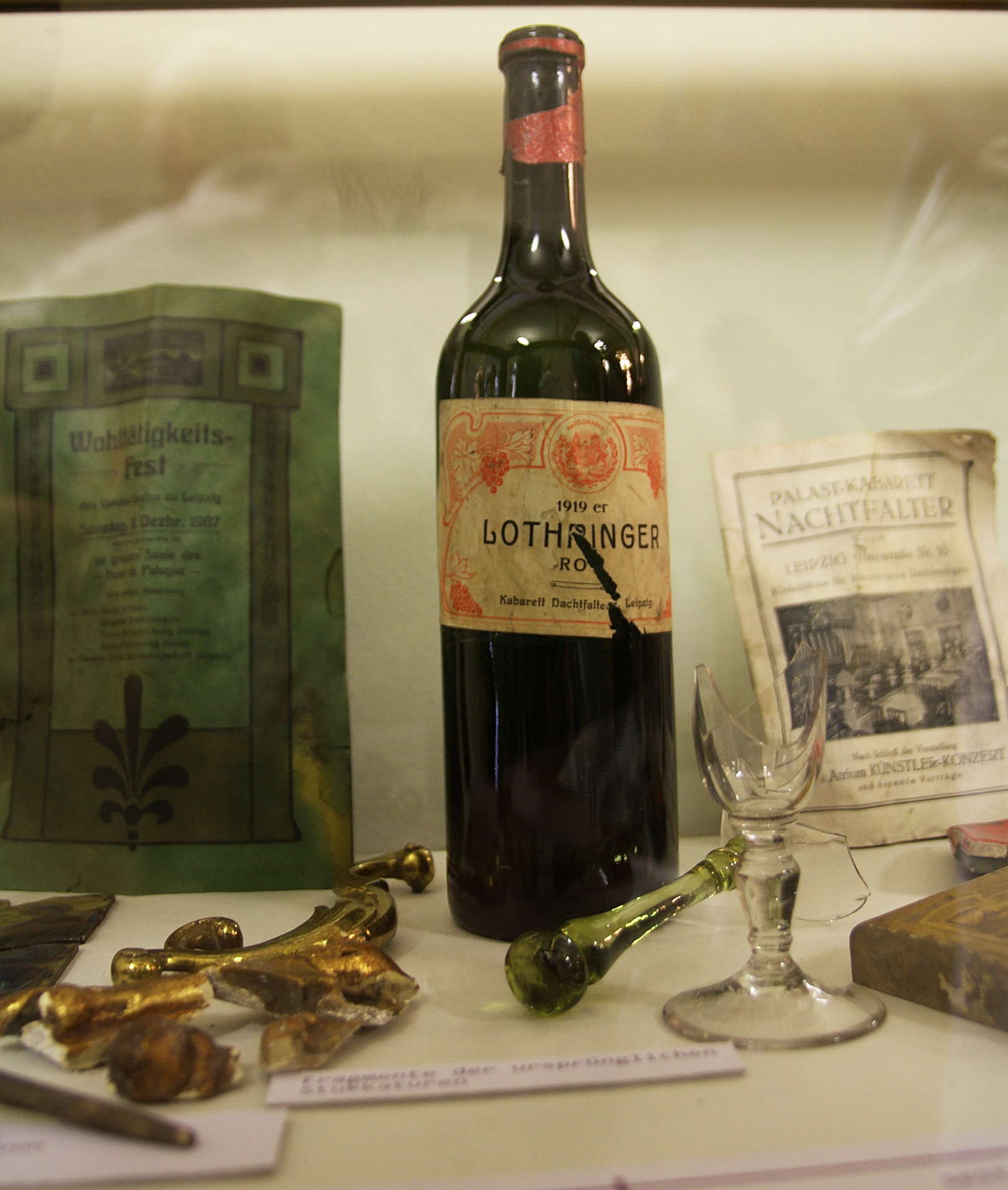
Flasche einer 1919er Lothringer Cuvée.

Die Weinbaugebiete Lothringens werden im Französischen unter dem Sammelbegriff Vignoble de Lorraine zusammengefasst.  Korrekterweise gibt es für Weine aus Lothringen zwei geschützte Regionalbezeichnungen, mit dem AOC-Gebiet (seit dem 14. November 2011) in der Moselle und dem AOC-Gebiet (seit dem 31. März 1998) in der Côtes de Toul.
Darüber hinaus gibt es noch das Weinbaugebiet Côtes de Meuse (IGP).
Im Anbaugebiet Moselle im Département Moselle an den Flüssen Mosel und Seille werden überwiegend die weißen Rebsorten Gewürztraminer, Pinot Gris (Grauburgunder), Riesling und Sylvaner angebaut. Die Rebflächen verteilen sich auf die Orte  Ancy-sur-Moselle, Ars-sur-Moselle, Contz-les-Bains, Dornot, Féy, Haute-Kontz, Jussy, Lessy, Lorry-Mardigny, Marange-Silvange, Marieulles, Novéant-sur-Moselle, Plappeville, Rozérieulles, Scy-Chazelles, Sierck-les-Bains, Vaux, und Vic-sur-Seille im Département Moselle  und Arnaville im Département Meurthe-et-Moselle
Im Anbaugebiet Côtes de Toul im Département Meurthe-et-Moselle werden vorwiegend die roten Rebsorten Gamay, Pinot Noir (Spätburgunder) und Pinot Meunier (Schwarzriesling) angebaut. Zugelassen ist außerdem die Sorte Auxerrois. Die Rebstöcke befinden sich in den acht Orten westlich von Toul: Blénod-lès-Toul, Bruley, Bulligny, Charmes la Côte, Domgermain, Lucey, Mont le Vignoble und Pagney derrière Barine. Am bekanntesten ist der Vin Gris, ein sehr heller Roséwein, der im Allgemeinen aus Gamay gekeltert wird, zulässig ist auch Pinot Noir, der manchmal auch in Cuvées verwendet wird.
Im Anbaugebiet Côtes de Meuse (IGP) im Département Meuse um die Orte Trésauvaux, Combres-sous-les-Côtes, Herbeuville, Hannonville-sous-les-Côtes, Thillot, Saint-Maurice-sous-les-Côtes, Hattonville, Vigneulles-lès-Hattonchâtel (mit Billy-sous-les-Côtes, Creuë und Viéville-sous-les-Côtes), Heudicourt-sous-les-Côtes, Buxières-sous-les-Côtes und Buxerulles werden Weine mit geschützter geografischer Angabe (IGP) produziert.